# Детигхофен
Детигхофен (њем. Dettighofen) општина је у њемачкој савезној држави Баден-Виртемберг. Једно је од 32 општинска средишта округа Валдсхут. Према процјени из 2010. у општини је живјело 1.100 становника. Посједује регионалну шифру (AGS) 8337030.

## Географски и демографски подаци
Детигхофен се налази у савезној држави Баден-Виртемберг у округу Валдсхут. Општина се налази на надморској висини од 488 метара. Површина општине износи 14,4 km². У самом мјесту је, према процјени из 2010. године, живјело 1.100 становника. Просјечна густина становништва износи 76 становника/km².